# Zołotariowka (rejon rylski)
Zołotariowka (ros. Золотарёвка) – wieś (ros. деревня, trb. dieriewnia) w zachodniej Rosji, w sielsowiecie krupieckim rejonu rylskiego w obwodzie kurskim.

## Geografia
Miejscowość położona jest nad rzeką Obiesta, 1 km od centrum administracyjnego sielsowietu krupieckiego (Krupiec), 24 km od centrum administracyjnego rejonu (Rylsk), 129 km od Kurska.
W granicach miejscowości znajduje się 38 posesji.

## Demografia
W 2010 r. miejscowość zamieszkiwało 50 osób.